# Conversione religiosa

Conversione di San Paolo, Caravaggio.

Una conversione (propriamente conversione religiosa) è l'adozione di un nuovo credo religioso, differente da quello che si possedeva precedentemente: l'individuo che sceglie tale cambiamento è detto convertito (talvolta proselito). La conversione è legata al proselitismo, cioè all'atto con cui si prova a convertire un individuo: tale termine ha assunto negli ultimi tempi una forte connotazione negativa, sconosciuta in tutte le epoche precedenti.

## Legislazione internazionale
La Dichiarazione Universale dei Diritti dell'Uomo definisce la conversione come un diritto umano:
(Articolo 18)
Sulla base di tale Dichiarazione è stato sviluppato anche un trattato legalmente vincolante (la Convenzione Internazionale dei Diritti Civili e Politici), che trova forti difficoltà di applicazione nell'ambito islamico (vedi oltre).

## Conversione alle religioni abramitiche

### Conversione all'ebraismo
La conversione all'ebraismo, a differenza di quanto avviene nel Cristianesimo, dove è esplicitamente una dichiarazione di fede, è sostanzialmente una forma di "adozione", un divenire membro della nazione dei Figli di Abramo.
Le richieste della legge ebraica per la conversione sono chiamate Ghiur. Esse si sono sviluppate nel tempo, poiché non se ne trova traccia nella Bibbia, quando, ad esempio, si parla della conversione di Rut, nonna del Re Davide (Libro di Rut 4) e sono così riassumibili:
- il potenziale convertito deve desiderare la conversione per il bene personale, non per altri motivi;
- se maschio, è tenuto alla circoncisione rituale;
- il convertito deve accettare i principi della fede ebraica e i suoi 613 comandamenti, oltre ad abiurare le credenze religiose precedenti;
- è richiesta l'immersione rituale in acqua (contenuta nella mikvah);
- è necessario scegliere un nuovo nome.

È ancora aperto il dibattito sull'accettazione "automatica" nella comunità degli sposi, uniti in matrimonio a ebrei, provenienti da un'altra religione.
Il proselitismo ebraico è sempre stato un fattore di secondo piano, all'interno della dottrina religiosa, seppure costantemente presente nella storia.

### Conversione al cristianesimo

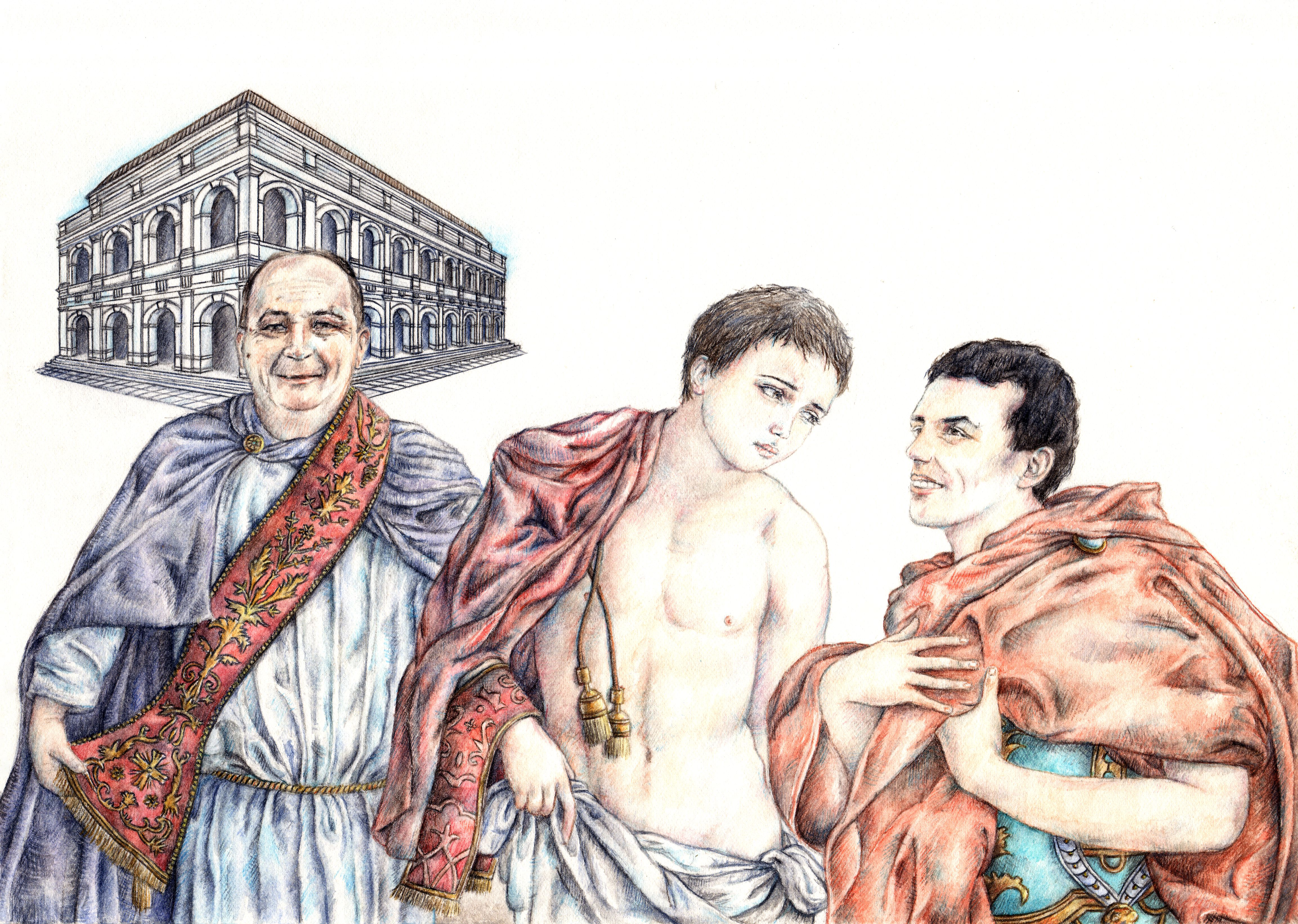
Cesario diacono converte al cristianesimo il console Leonzio in Terracina.

A partire dal Nuovo Testamento (ad esempio, Atti 15,3) e nella Tradizione, la conversione è vista come un cambiamento che riporta a Dio e alla vera religione, sia sotto l'aspetto esistenziale sia sotto l'aspetto morale: ciò può accadere sia per i credenti (pentimento del peccatore e ritorno alle virtù cristiane) che per i non cristiani, quando essi abbraccino la fede nel Salvatore.
Le più importanti confessioni cristiane (Cattolica, Ortodossa, Anglicana, Luterana) prevedono il Battesimo per i neonati, accettando i bambini nella fede cristiana prima che essi raggiungano la consapevolezza: la ragione di questo comportamento è teologica, poiché, secondo la religione cristiana, il sacramento del Battesimo elimina il peccato originale. All'inizio dell'adolescenza, i battezzati ricevono la Confermazione; nelle Chiese Ortodosse ciò non avviene, perché la Confermazione è amministrata insieme al Battesimo. Altre confessioni protestanti, in particolare l'Anabattismo, rinviano invece il Battesimo all'età adulta. Il Battesimo è richiesto anche agli adulti che si convertono al cristianesimo da un'altra religione.
Il proselitismo, per tutti i cristiani, è un dovere espresso dallo stesso Gesù Cristo:
Nell'ambito cristiano si parla quindi di "evangelizzazione" ("annuncio della Buona Novella"): l'aspetto missionario universale è centrale lungo tutto lo sviluppo storico del Cristianesimo.

#### La conversione nella dottrina cattolica
Secondo la dottrina cattolica, è la grazia dello Spirito Santo che cerca di risvegliare la fede, ed è detta grazia attuale: la sua prima opera è proprio la conversione. La conversione opera la giustificazione: l'uomo si volge a Dio, dando l'assenso alla richiesta di conversione e allontanandosi dal peccato.
Essendo l'uomo libero, la conversione non può essere imposta con la forza, la violenza o l'inganno:
(San Tommaso d'Aquino)
L'assoluta libertà di scelta, quindi anche la possibilità di rifiutare il dono della fede, è espressa nella parabola del seminatore (riportata dai tre Vangeli sinottici: Matteo 13,3, Marco 4,3 e Luca 8,5), dove si paragona Dio, appunto, ad un seminatore che lascia cadere il proprio grano (la sua predicazione) su ogni terreno: è la conformazione del terreno a far sì che il grano attecchisca o meno, ma la semina non viene mai a mancare.
Nessuno può meritare la grazia attuale che è all'origine della conversione: solo in seguito, sotto la mozione dello Spirito Santo, è possibile meritare le grazie utili alla santificazione personale propria e degli altri, con il fine ultimo della vita eterna.
Infatti, come definito dal Concilio Vaticano I, la fede:
- è un dono gratuito di Dio, che egli offre a ciascuno;
- è un libero atto della ragione umana, guidata dalla volontà;
- è un atto soprannaturale.

Operativamente, i passi necessari che il convertito deve compiere per entrare nella Chiesa cattolica sono:
1. il riconoscimento dei propri peccati, cui segue la professione di fede;
2. il battesimo (se non era già stato amministrato in un'altra chiesa cristiana);
3. la confermazione;
4. la partecipazione all'eucaristia.

(Catechismo della Chiesa Cattolica, n.1440)

### Conversione all'islam
Per divenire musulmano è necessario affermare che non esiste Divinità se non La Divinità (Dio, in arabo Allah) e che Maometto è suo profeta (tale dichiarazione è detta shahada): non vi sono, invece, formali pratiche per l'inserimento nella comunità. La dottrina islamica prevede che la conversione liberi da ogni peccato.
L'interpretazione del Corano fa chiarezza sull'utilizzo della conversione forzata: esso afferma che "non c'è costrizione nella religione" (sura 2,256).
Una controversia riguarda la proibizione dell'apostasia: in vari stati a maggioranza musulmana (fra cui Arabia Saudita, Iran e Pakistan), coloro che rinnegano la fede islamica sono passibili della pena di morte. Sebbene ciò non sia esplicitamente previsto dal Corano, tutte le maggiori scuole giurisprudenziali islamiche (Hanifi, Maliki, Shafi'i, Hanbali, Shi'a Jafari) concordano che un ex-musulmano adulto, il quale rifiuti di tornare all'Islam, merita la morte; è prevista una maggiore clemenza per le donne, per le quali si ritiene sufficiente la carcerazione fino a quando non ritornino a professare la fede natia.
Il contrasto con l'ordinamento legislativo internazionale (vedi sopra) è evidente: recentemente, quindi, sono nate opinioni differenti nel mondo musulmano riguardo l'apostasia, ma tali posizioni, proprie di alcuni intellettuali, non rispecchiano quanto professato unitariamente dalla Umma.

### Conversione alla Fede bahá'í
L'adesione alla Fede bahá'í avviene attraverso  una dichiarazione di fede, espressa  alla comunità bahá'í locale,  in cui  si riconosce  Bahá'u'lláh come Messaggero di Dio per l'era presente. Tale dichiarazione implica l'impegno a  seguire i suoi  insegnamenti, la credenza  nell'unità fondamentale  di tutte le religioni rivelate, la  promozione dell'unità dell'umanità  e il servizio attivo alla comunità.  Data l'assenza di un clero nella Fede baháʼí, i credenti sono incoraggiati a partecipare attivamente alla vita comunitaria  in ogni suo aspetto. 
('Abdu'i-Bahá, Bahá'u'lláh e la Nuova Era)

## Conversione alle religioni orientali
L'Induismo, il Sikhismo, il Buddismo e il Giainismo non prevedono la conversione come forma di espansione della religione, sebbene accettino chiunque chieda di unirsi alla loro fede. Tali dottrine non prevedono un approccio esclusivo, cioè è possibile seguire più di una religione contemporaneamente: questo aspetto è in aperto contrasto con quanto sopra esposto per le religioni abramitiche. Ad esempio, è possibile essere sia induisti che buddisti, ma la professione di fede cristiana esclude ogni altra appartenenza religiosa.
Per diventare buddhista è sufficiente recitare davanti a un monaco la formula della presa di rifugio nella Triplice Gemma ed impegnarsi a seguire i precetti buddhisti. 
Per la conversione all'induismo, le maggiori correnti hanno stabilito una procedura che prevede un periodo di studio dei testi sacri e l'effettuazione di una cerimonia chiamata Namakarana Samskara, in cui l'adepto riceve un nome indù; la cerimonia si svolge davanti ad un prete induista ed è generalmente accompagnata da un rituale con l'accensione di un fuoco sacro e la recita di inni in sanscrito. 
La conversione al Sikhismo è ufficializzata da una cerimonia chiamata Pahul, mentre la conversione al Giainismo non prevede una cerimonia formale: è sufficiente studiare i testi sacri e cominciare a metterli in pratica.
Il confucianesimo e il taoismo non hanno regole formali di appartenenza e non prevedono pertanto una cerimonia di conversione; non richiedono neanche un’appartenenza esclusiva, tanto che diversi cinesi li praticano contemporaneamente insieme al buddismo. Diventare confuciani è un processo graduale che comporta lo studio del canone confuciano, la condivisione dell’etica confuciana, l’impegno al miglioramento morale di sé e la partecipazione ai rituali religiosi e a certe istituzioni sociali confuciane. L’accostamento al taoismo si può effettuare studiando il Tao Te Ching, accettando di seguire l'etica taoista e assistendo ai riti celebrati in un tempio taoista per i comuni fedeli; è consigliato anche praticare un’arte marziale come il tai-chi chuan ed imparare le tecniche di base della meditazione. Se si vuole praticare il taoismo ad un livello superiore è necessario essere accettati come seguaci da un maestro; dopo un periodo di istruzione e un rito di iniziazione, si potrà partecipare ai riti del tempio taoista riservati agli iniziati.
La religione zoroastriana non fa proselitismo e la corrente tradizionale (composta principalmente dai Parsi dell’India) non accetta matrimoni religiosi misti né conversioni da altre religioni. Le correnti innovatrici (che si trovano al di fuori dell’India) accettano chi vuole unirsi alla loro religione purché sia molto motivato. La conversione avviene con la cerimonia del navjote, in cui si recita la professione di fede.